# Impendle
Impendle ist ein Ort in der südafrikanischen Provinz KwaZulu-Natal. Er ist Verwaltungssitz der Gemeinde Impendle im Distrikt uMgungundlovu.

## Geographie
2011 hatte Impendle 230 Einwohner. 81 % gaben als erste Sprache isiZulu an. Unmittelbar südöstlich des Ortes liegt Gomane mit 4627 Einwohnern, das als eigener main place geführt wird.
Der Ort liegt etwa 48 Kilometer westlich von Pietermaritzburg.

## Geschichte
Der Ort wurde 1894 gegründet. Der Name stammt aus dem isiZulu und steht für „unbedeckt“. Gemeint ist damit ein Hügel westlich des Ortes.

## Wirtschaft und Verkehr
Impendle liegt rund zwölf Kilometer von der Fernstraße R617 entfernt, die unter anderem Underberg im Südwesten mit Howick im Nordosten verbindet.

## Persönlichkeiten
- Pius Mlungisi Dlungwana (* 1947), römisch-katholischer Bischof von Mariannhill, geboren in Impendle[4]